# Mi hermana gemela
Mi hermana gemela, es una telenovela venezolana, fue realizada por Venevisión en el año de 1975. Original de Delia González Márquez y terminada por la escritora cubana Delia Fiallo. Fue protagonizada por Lupita Ferrer y José Bardina.

## Trama
Marta y Mara son hermanas gemelas, ambas de condición muy humilde, pero mientras a Mara la pobreza no le preocupa ni molesta, a Marta que es más ambiciosa, sí le desagrada su entorno y quiere conquistar un millonario que la saque de su miseria. Marta ve su oportunidad de hacerlo realidad cuando  al pueblo llega el joven millonario Hernán. Cuando Hernán conoce a Marta ella mueve sus deseos porque la encuentra demasiado bella y sensual, Marta y Hernán se hacen novios y él se desvive de amor por la maliciosa muchacha, a su vez Mara conoce a Hernán y se siente muy atraída, lo considera un hombre muy especial y eso despierta el amor en ella, pero reprime ese sentimiento porque él es el novio de su hermana gemela, sin saber que Marta no ama en realidad a Hernán, sólo lo ve como un millonario que la ayudará a dejar de ser una campesina muerta de hambre. En una noche de tormenta, se va la luz y Hernán va al rancho donde viven las gemelas, confundiendo a Mara con Marta, empieza a llenarla de besos y caricias, Mara siente un volcán de pasión haciendo erupción en su cuerpo y no tiene fuerzas para sacar a Hernán de su error, así que se le entrega por amor. Al día siguiente Hernán ve a Marta feliz en brazos de otro hombre rico, él le reclama su actitud y ella le echa en cara que él no significa nada para ella. Hernán atónito y decepcionado porque la noche de amor que él cree haber vivido con Marta no haya significado nada para la muchacha, decide dejar el pueblo y volver a la ciudad. Marta también se marcha con su nueva conquista, quien luce dispuesto a complacerla en todos sus caprichos. La pobre Mara se queda sola en el pueblo y al poco tiempo descubre que está embarazada, razón por la que acepta la propuesta matrimonial de su amigo Marcelo, El Isleño. En la ciudad Hernán conoce a una mujer llamada Ariadna, ella es rica y distinguida, y aunque Hernán no la ama decide casarse con ella. Pasa el tiempo y Mara da a luz una niña sordomuda. Mientras Hernán y Ariadna ya son esposos, y ella también da a luz una niña. El Isleño muere y Mara se va a la ciudad con su hija, donde les tocará pasar por muchas penurias. Transcurren seis años Mara y Hernán se reencuentran, él se entera de la verdad y se enamora de ella, así que una celosa Ariadna se encargará de hacerle la vida imposible a Mara. Resulta que El Isleño no estaba muerto y reaparece para intentar separar a Mara y Hernán. Marta vuelve del exterior y quiere que su hermana cambie. Ariadna tiene una hermana llamada Gaudy, quien se casa con un hermano de Hernán, pero como ella no es una buena mujer, lo hace muy infeliz. Ariadna sufre una enfermedad degenerativa, que la consume hasta morir. Marta se regresa al extranjero. El Isleño desaparece, ya nada impide a Mara y Hernán ser felices, logran serlo del todo luego de que su hijita logra hablar y oír. Fin.

## Elenco
- Lupita Ferrer ... Marta Torres / Mara Torres
- José Bardina ... Hernán Anselmi
- Ivonne Attas ... Ariana Herrera Salazar
- Olga Castillo
- Renee de Pallas ... Julia
- Chela D'Gar
- Martha Lancaster ... Antonia
- Martín Lantigua ... Marcelo, "El Isleño"
- Alejandra Pinedo ... Flora
- Betty Ruth ... Doña Emilia
- Jose Luis Silva ... Eduardo Anselmi
- Mary Soliani ... Gaudi Herrera Salazar
- Enrique Soto ... Don Luis
- Juan Frankis ... Riquelme
- Chumico Romero ... Rosita
- Daniel Lugo
- Dilia Waikkarán